# Irmgard Sames
Irmgard Sames (23 juli 1914) was een schaatsster uit het Duitse Rijk. 

## Resultaten

### Wereldkampioenschappen
| Jaar | Jaar     | Plaats | Resultaten  | Resultaten                   |
| ---- | -------- | ------ | ----------- | ---------------------------- |
| 1935 | Allround | Oslo   | 8e Allround | 8e 500 m 8e 1000 m 8e 1500 m |

### Duitse kampioenschappen
| Jaar | Allround | Allround                      |
| ---- | -------- | ----------------------------- |
| 1935 | Goud     | 2e 500 m 1e 1000 m 1e 1500 m  |
| 1952 | 10e      | 10e 500 m 8e 1000 m 9e 1500 m |

## Persoonlijke records
| Afstand    | Tijd    | Datum            | Baan      |
| ---------- | ------- | ---------------- | --------- |
| 500 meter  | 55,80   | 3 maart 1935     | Kongsberg |
| 1000 meter | 1.59,30 | 1 maart 1935     | Kongsberg |
| 1500 meter | 3.10,00 | 26 februari 1935 | Oslo      |